# Уки-Укини

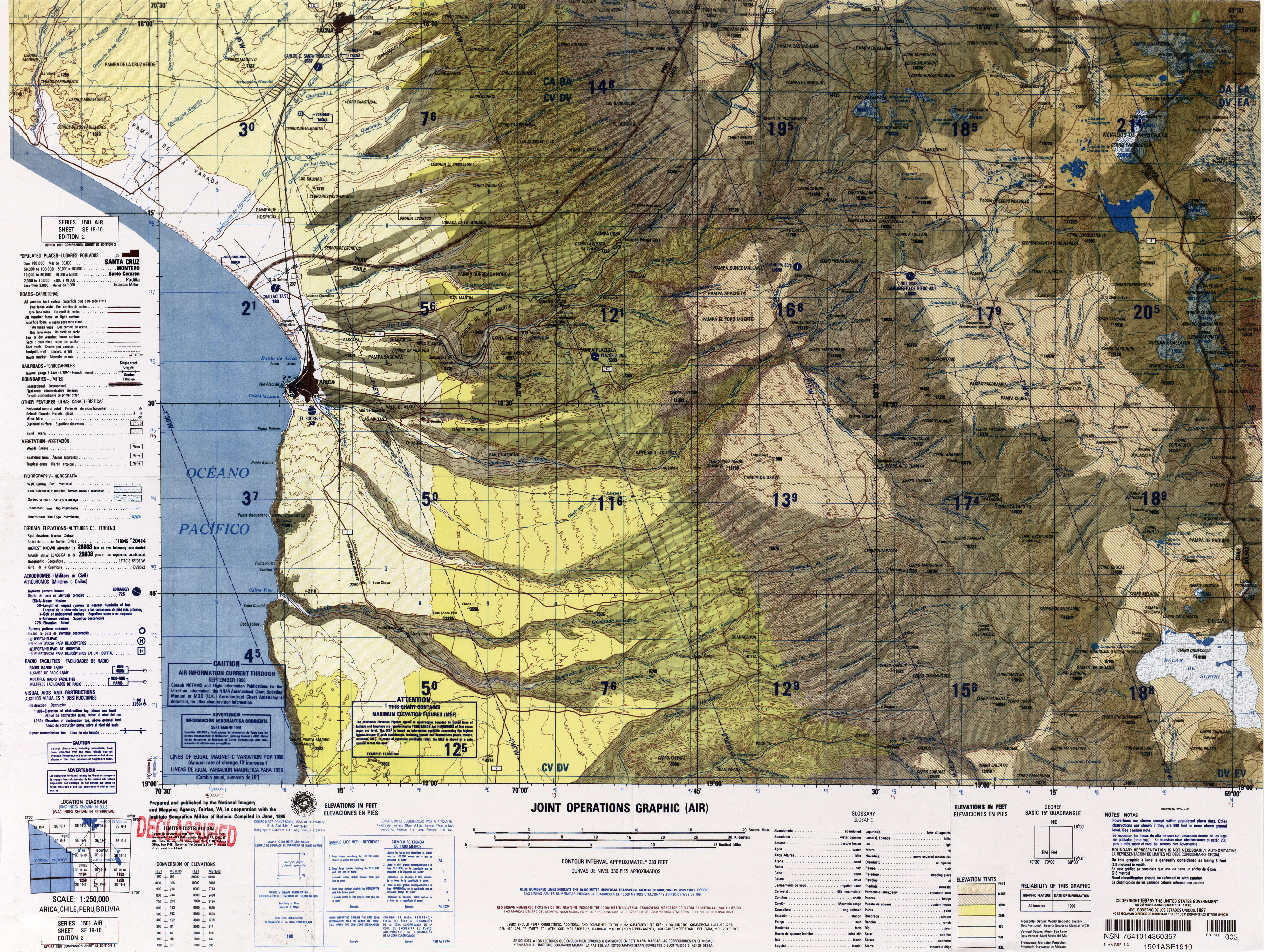
Карта, показывающая Уки-Укини на границе Боливии и Чили

Уки-Укини (айм. uqi uqi (название растения), uqi (коричневый, серо-коричневый), испанизированное написание Oke Okeni) — вулкан высотой 5532 метра в Андах. Он расположен в Западной Кордильере на границе Боливии и Чили. Уки-Укини расположен в регионе Арика-и-Паринакота в Чили и в департаменте Оруро в Боливии, в провинции Сахама, муниципалитет Турку, кантон Чачакумани. Уки-Укини находится к югу от национального шоссе номер 4 около перевала Чунгара-Тамбо-Кемадо и к северу от гор Умурата, Акотанго и Капурата.
Уки-Укини формировался с середины миоцена до плиоцена, также как и вулканы Асу-Асуни, Кунтурири и комплекс Кимса-Чата.

## Комментарии
1. ↑  Повторение означает, что речь идет о группе или множестве чего-либо, -ni суффикс, обозначающий принадлежность, «некто с растением uqi uqi» или «некто с множеством серо-коричневого цвета»